# Святые жёны-мироносицы у гроба воскресшего Христа
«Святые жёны-мироносицы у гроба воскресшего Христа» («Три Марии») — картина итальянского художника эпохи Позднего Возрождения Аннибале Каррачи.

## Сюжет картины
Картина иллюстрирует эпизод с жёнами-мироносицами, описанный во всех четырёх Евангелиях (Мк. 16: 1—8; Мф. 28: 1—6; Лк. 24: 1—10 и Ин. 19: 2—13) и в Священном Предании: женщины, пришедшие утром в первый день после субботы ко Гробу воскресшего Иисуса Христа, с ароматами и благовониями (миром) для ритуального умащения тела, встречают ангела, который им сообщает о воскрешении Христа. Описание события у Евангелистов разнится в деталях, в частности, имеются расхождения в количестве и именах пришедших женщин. Второе название картины — «Три Марии», тут вероятно имеются ввиду Мария Магдалина, Мария Клеопова и «другая» Мария (Мария Зеведеева).
В правом нижнем углу картины красной краской написаны цифры 4737, соответствующие номеру картины в первом рукописном каталоге Эрмитажа, начатом в 1797 году.

## Провенанс
Картина написана около 1600 года по заказу болонского антиквара Лелио Паскуалини, одновременно бывшего каноником церкви Санта Мария Маджоре, затем она перешла к болонскому кардиналу Джованни Баттиста Агукки, далее была во владении неаполитанского архиепископа кардинала Асканио Филомарино и в конце концов оказалась в собрании племянника Филомарино герцога делла Торре. 
В конце января 1799 года Неаполь был взят штурмом французскими войсками под командованием генерала Шампионне, герцоги делла Торре были убиты при обороне города, а их дворец разграблен французами, среди похищенных картин упоминаются и «Святые жёны у гроба воскресшего Христа» Карраччи. 
В начале XIX века картина была замечена в собрании Люсьена Бонапарта, от которого она оказалась в Лондоне в собрании У. Кузвельта . В 1836 году коллекция Кузвельта была приобретена императором Николаем I, таким образом картина оказалась в Эрмитаже . Выставляется в здании Нового Эрмитажа в зале 237 (Малый итальянский просвет).
В 1645 году французским художником Жаном Луи Рулле была выполнена гравюра с картины, один из сохранившихся оттисков (сделанных в период 1680—1695 годов с клише Рулле),  хранится в Национальной библиотеке Португалии.

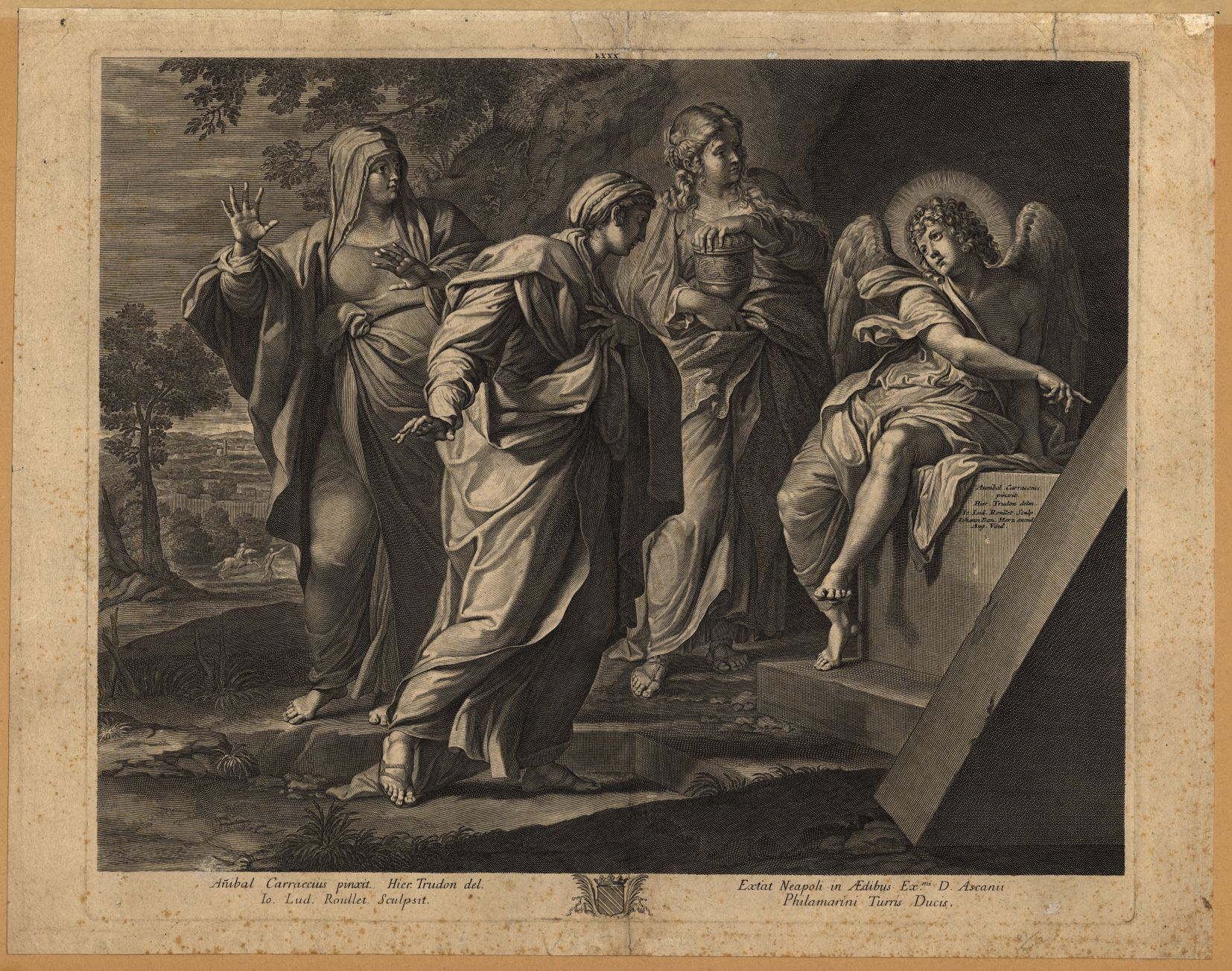
Жан Луи Рулле. Гравюра с картины Карраччи. 1645 год (отпечаток 1680 года).
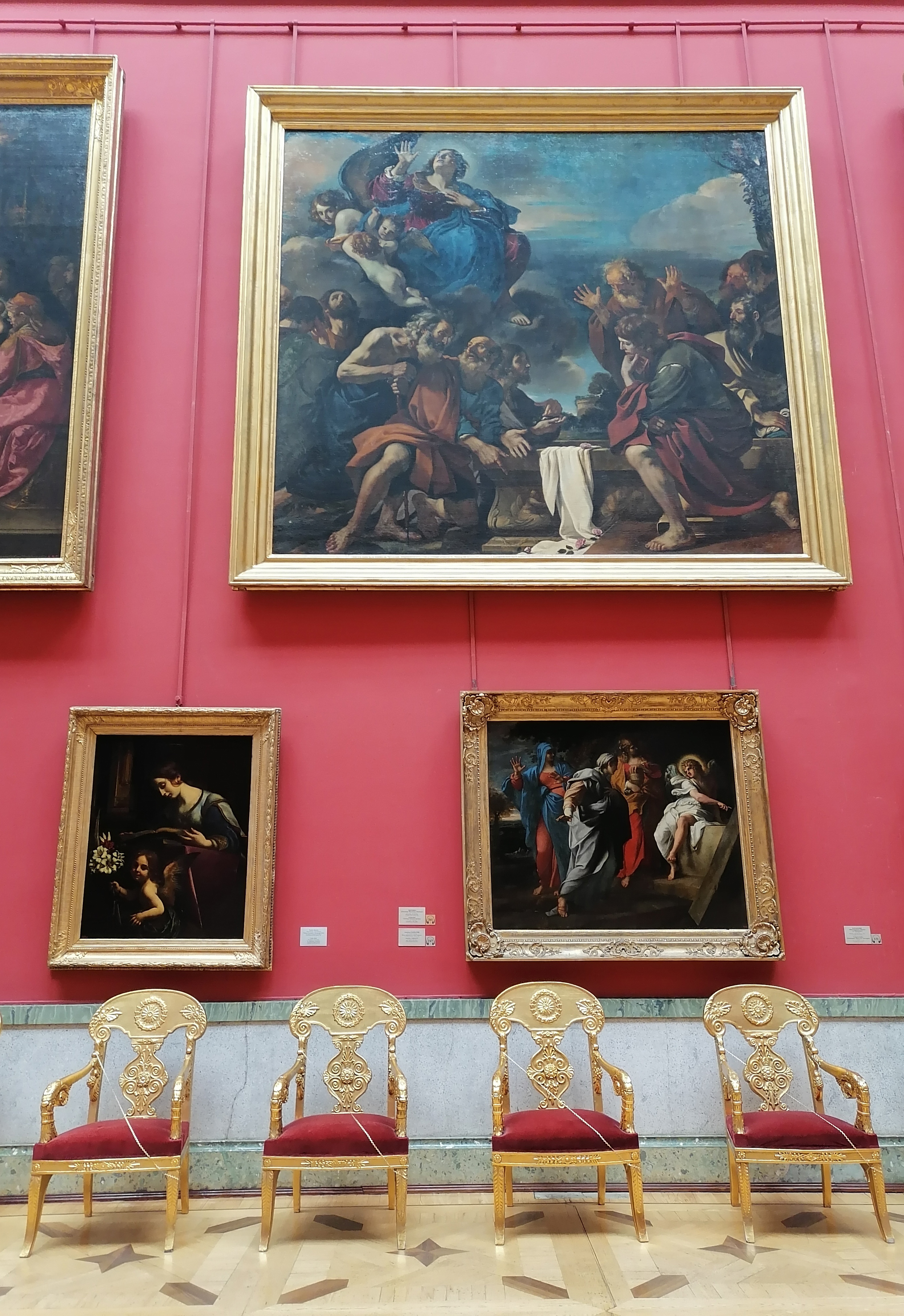
Картина в Малом итальянском просвете Нового Эрмитажа